# Ferrovia Olten-Berna
La ferrovia Olten-Berna è una linea ferroviaria a scartamento normale della Svizzera.

## Storia
Il 4 febbraio 1853 si costituì la Schweizerische Centralbahn (SCB), per la costruzione di linee ferroviarie tra Basilea ed Olten con diramazioni da quest'ultima località verso ovest, est e sud.
La prima tratta, tra Olten ed Aarburg, aprì il 9 giugno 1856, contemporaneamente alla tratta Olten-Aarau; il 1º maggio 1857 aprì il prolungamento da Aarburg ad Herzogenbuchsee, e il successivo 16 giugno la tratta Herzogenbuchsee-Berna Wylerfeld. La linea fu completata il 15 novembre 1858 con l'apertura del tronco Berna Wylerfeld-Berna.
La SCB venne nazionalizzata nel 1902: le sue linee entrarono a far parte delle Ferrovie Federali Svizzere (FFS).
Nel maggio 1967 entrò in esercizio il binario di raccordo tra la stazione di Ostermundigen (sulla ferrovia Berna-Thun) e quella di Zollikofen, migliorando i collegamenti tra Olten, Bienne e il Sempione.
Il 31 maggio 1981 entrò in esercizio la tratta Olten-Rothrist (nota anche come Bornlinie, i cui primi progetti risalivano al 1962, e l'inizio dei lavori al 1976), che permise un incremento di capacità separando i traffici nord-sud da quelli est-ovest e riducendo di quattro minuti la durata del tragitto Olten-Berna.
Un ulteriore incremento di capacità avvenne con l'apertura, il 23 maggio 1995, della linea del Grauholz, prolungata con la costruzione della ferrovia Mattstetten-Rothrist, aperta all'esercizio il 12 dicembre 2004.
Nel luglio 1919 venne elettrificata la tratta tra Berna e Berna Wylerfeld (comune alla Berna-Thun); il 14 febbraio 1924 toccò alla tratta Olten-Aarburg (comune alla Olten-Lucerna). L'elettrificazione della linea fu completata il 25 novembre 1925.
Alla creazione delle FFS la ferrovia era già a doppio binario.

## Caratteristiche
La linea Olten-Aarburg-Burgdorf-Zollikofen-Berna, a scartamento normale, è lunga 66,65 km, è elettrificata a corrente alternata monofase con la tensione di 15.000 V alla frequenza di 16,7 Hz; la pendenza massima è del 12 per mille. È interamente a doppio binario.
La Bornlinie, a scartamento normale, è lunga 5,86 km, è elettrificata a corrente alternata monofase con la tensione di 15.000 V alla frequenza di 16,7 Hz; la pendenza massima è del 7 per mille. È interamente a doppio binario.
La linea del Grauholz (tra il bivio Löchligut e Aespli), a scartamento normale, è lunga 7,43 km (di cui 6301 metri la galleria del Grauholz), è elettrificata a corrente alternata monofase con la tensione di 15.000 V alla frequenza di 16,7 Hz; è interamente a doppio binario.

### Percorso
| Continuation backward |

| Station on track |

| Unknown route-map component "CONTgq" | Unknown route-map component "ABZgr" |  |

| Unknown route-map component "STR+l" | Unknown route-map component "ABZgr" |  |

| Unknown route-map component "hKRZWae" | Straight track |  |

| Enter and exit tunnel | Straight track |  |

| Straight track | Enter and exit short tunnel |  |

| Straight track | Station on track |  |

| Unknown route-map component "hKRZWae" | Straight track |  |

|  | Straight track | Junction both to and from left | Unknown route-map component "CONTfq" |  |

| One way leftward | Unknown route-map component "ABZg+r" |  |

| Station on track |

|  | Unknown route-map component "ABZgl" | Unknown route-map component "CONTfq" |

| Non-passenger station/depot on track |

| Station on track |

| Unknown route-map component "CONTgq" | Unknown route-map component "KRZu" | Unknown route-map component "CONTfq" |

| Station on track |

| Unknown route-map component "STR+l" | Unknown route-map component "KRZu" | Unknown route-map component "CONTfq" |

| Unknown route-map component "CONTgq" | Unknown route-map component "ABZg+r" | Straight track |  |  |

| End station | Station on track |  |

|  | Unknown route-map component "ABZgl" | Unknown route-map component "CONTfq" |

| Unknown route-map component "STR+l" | Unknown route-map component "ABZlr" | Unknown route-map component "STR+r" |

| Unknown route-map component "CONTgq" | Unknown route-map component "KRZo" | Unknown route-map component "STR+r" | Straight track |  |

| Unknown route-map component "ENDExe" | Straight track | Straight track |

| Unknown route-map component "exSTR" | Enter and exit tunnel | Enter and exit tunnel |

| Unknown route-map component "exBHF" | Straight track | Straight track |

| Unknown route-map component "CONTgq" | Unknown route-map component "xKRZ" | One way rightward | Straight track |  |

| Unknown route-map component "exSTRl" | Unknown route-map component "ABZ+lxr" | One way rightward |

| Unknown route-map component "exCONTgq" | Unknown route-map component "eABZg+r" |  |

| Station on track |

| Unknown route-map component "eBHF" |

| Station on track |

| Enter and exit tunnel |

| Unknown route-map component "hKRZWae" |

| Station on track |

|  | Unknown route-map component "ABZgl" | Unknown route-map component "CONTfq" |

| Unknown route-map component "CONTgq" | Unknown route-map component "ABZgr" |  |

| Stop on track |

| Non-passenger station/depot on track |

| Station on track |

| Unknown route-map component "STR+l" | Unknown route-map component "ABZlr" | Unknown route-map component "STR+r" |

| Unknown route-map component "CONTgq" | Unknown route-map component "KRZo" | Unknown route-map component "STR+r" | Straight track |  |

| Unknown route-map component "ABZgl" | Unknown route-map component "ABZg+lr" | Unknown route-map component "ABZgr" |

| Straight track | Unknown route-map component "STR2u" | Unknown route-map component "STR3" |

| Straight track | Unknown route-map component "STR+1" | Unknown route-map component "STR+4u" |

| One way leftward | Unknown route-map component "ABZg+r" | Straight track |

| 92,0 |
| 13,0 |

|  | Straight track | Unknown route-map component "tSTRa" |

|  | Unknown route-map component "eHST" | Unknown route-map component "tSTR" |

|  | Stop on track | Unknown route-map component "tSTR" |

| Unknown route-map component "CONTgq" | Unknown route-map component "ABZg+r" | Unknown route-map component "tSTR" |

| Unknown route-map component "CONTgq" | Unknown route-map component "STR+r" | Straight track | Unknown route-map component "tSTR" |  |

| Station on track | Station on track | Unknown route-map component "tSTR" |

| Unknown route-map component "CONTgq" | One way rightward | Straight track | Unknown route-map component "tSTR" |  |

| Unknown route-map component "STR+l" | Unknown route-map component "ABZgr" | Unknown route-map component "tSTR" |

| Straight track | Unknown route-map component "STR2" | Unknown route-map component "tSTR3" |

| Straight track | Unknown route-map component "STR+1u" | Unknown route-map component "STR+4" |

| Unknown route-map component "CONTgq" | Unknown route-map component "KRZo" | Unknown route-map component "KRZo" | Unknown route-map component "KRZo" | Unknown route-map component "CONTfq" |

| One way leftward | Unknown route-map component "ABZg+lr" | One way rightward |

| 101,3 |
| 4,8   |

|  | Unknown route-map component "ABZgl" | Unknown route-map component "CONTfq" |

|  | Stop on track |

|  | Unknown route-map component "ABZg+l" | Unknown route-map component "CONTfq" |

|  | Unknown route-map component "eHST" |

|  | Unknown route-map component "eABZg+l" | Unknown route-map component "exCONTfq" |

|  | Unknown route-map component "hKRZWae" |

| Unknown route-map component "tCONTgq" | Unknown route-map component "tSTR+r" | Straight track |  |  |

| End station | Station on track |  |

|  | Continuation forward |

La linea parte dalla stazione di Olten. Di lì la linea si biforca: da una parte la tratta comune alla linea per Lucerna, transitante per Aarburg, e dall'altra la Bornlinie: le due sezioni si ricongiungono a Rothrist (stazione da cui parte la Neue Bahnstrecke per Mattstetten), e la ferrovia corre parallela al fiume Aar fino a Murgenthal. A Roggwil la linea lascia il canton Argovia per entrare nel canton Berna, quindi la linea tocca il nodo ferroviario di Langenthal.

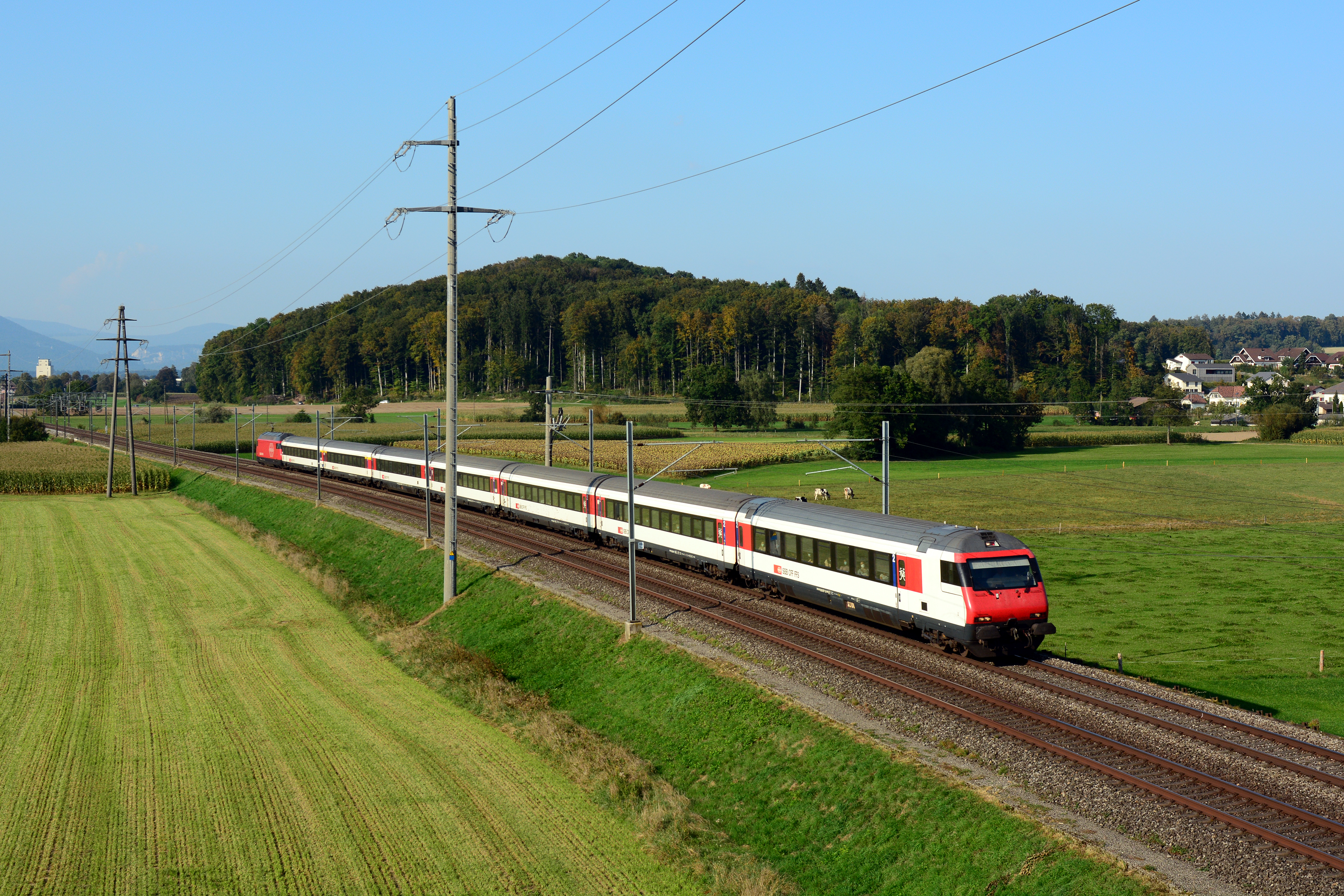
Un convoglio nei pressi di Bollodingen

Nei pressi di Bützberg la linea fu deviata nel 2002 in occasione della costruzione della Mattstetten-Rothrist; il vecchio tracciato venne demolito l'anno successivo.
Dopo aver toccato Herzogenbuchsee la ferrovia attraversa il fiume Emme, quindi giunge a Burgdorf. Nei pressi di Mattstetten la linea si allaccia alla ferrovia ad alta velocità per Rothrist ed alla linea del Grauholz. Tra Schönbühl e Zollikofen la linea corre parallela alla linea a scartamento ridotto RBS Soletta-Worblaufen.
Nel 1941 la linea venne deviata sul nuovo viadotto in cemento armato a quattro binari della Lorraine sul fiume Aar lungo circa 1150 metri. Il viadotto sostituiva un preesistente ponte metallico a due binari, costruito tra il 1856 e il 1858 e noto come "Rote Brücke" (ponte rosso) a causa della vernice antiruggine che lo ricopriva. La linea termina alla stazione di Berna.
Da Berna, attraverso la Gürbetalbahn, la Thunerseebahn e la ferrovia del Lötschberg, linee gestite dalla BLS, si allacciava a stazione di Briga alla ferrovia del Sempione, collegandosi alla rete italiana.
In passato fino all'inizio degli anni novanta la linea era attraversata nel periodo estivo dal terno internazionale Riviera Express, che collegava il ponente della Riviera ligure, con Amsterdam, mentre nel periodo invernale il treno veniva istradato attraverso la ferrovia del Gottardo.